# Seznam uměleckých realizací ve veřejném prostoru v Uhříněvsi
Seznam uměleckých realizací v Uhříněvsi v Praze 22 obsahuje tvorbu výtvarných umělců umístěnou ve veřejném prostoru v katastrálním území Uhříněves. Seznam je řazen podle ulic a nemusí být úplný.

## Seznam uměleckých realizací
| Název    | Fotografie                                                        | Lokace                                           | Autor    | Rok       | Popis          | Poznámka                                           |
| -------- | ----------------------------------------------------------------- | ------------------------------------------------ | -------- | --------- | -------------- | -------------------------------------------------- |
| neuveden | Kategorie „Plastika (Uhříněves, K Netlukám)“ na Wikimedia Commons | K Netlukám 50°1′54,53″ s. š., 14°36′27,94″ v. d. | neuveden | 1989–1992 | socha, vápenec | Sídliště u křižovatky ulic K Netlukám a Přátelství |